# Phyllonorycter scudderella
Phyllonorycter scudderella là một loài bướm đêm thuộc họ Gracillariidae. It is widespread in miền đông Bắc Mỹ from Ontario to Ohio và in miền tây North America from tây nam Alaska to Oregon.
Chiều dài cánh trước là 3-4.3 mm. Con trưởng thành bay từ giữa tháng 3 đến đầu tháng 5 và from cuối tháng 6 đến đầu tháng 10. There are có thể two generations per year.
Ấu trùng ăn Salix babylonica, Salix bebbiana, Salix discolor và Salix candida species. Chúng ăn lá nơi chúng làm tổ.